# Erick-Christian Ahounou
Erick-Christian Ahounou, né le 1er avril 1963 à Cotonou au Bénin, est un photographe et photojournaliste béninois spécialisé dans la photographie de nu. Il travaille entre Cotonou et Dakar.

## Biographie
Erick-Christian Sèdo Ahounou commence sa carrière en 1990 à l’ère du Renouveau démocratique au Bénin à la suite de la Conférence nationale et la liberté de l’espace d’expression. Dans un petit labo noir et blanc, il y travaille tard dans la nuit afin de livrer à des rédactions la photo de l’actualité pour la parution du lendemain.
En mai 1998, il expose pour la première fois sur le nu artistique à la Médiathèque des diasporas de Cotonou où cette question avec la mentalité béninoise encore réputée conservatrice et son audace diversement interprété.
Son passage au sein de l’Agence France Presse (AFP) lui a permis de découvrir d’autres nouvelles aventures professionnelles. En effet, son travail au sein de cette agence l’a conduit en Côte d’Ivoire au Marché des arts du spectacle africain d’Abidjan, en Finlande en France, au Mali lors de la première édition des Rencontres africaines de la photographie à Bamako, en Mauritanie ou encore au Togo.

## Expositions
- 2012 : 3 : photos. Betty E. Weber, Erick Christian Ahounou, John Ndiaga Demps, Musée Boribana, Dakar[3].
- mars - avril 2018 : Belle, ronde et fière, Médiathèque des diasporas, Cotonou[2],[4].

## Prix et distinctions
En 2005 il occupe la première place de Fujifilm African Press Photo Awards, catégorie NEWS et occupe la troisième place l’année suivante pour la même compétition cette fois pour la catégorie Porfolio. En 1998 il est lauréat « Photographie des Réalités » et lauréat de « Jeunesse et Patrimoine de Porto Novo » en 1993.